# Игуаин, Федерико
Федери́ко Ферна́ндо Игуаи́н Сакари́ас (исп. Federico Fernando Higuaín Zacarías; род. 25 октября 1984, Буэнос-Айрес, Аргентина) — аргентинский футболист, атакующий полузащитник.
Является сыном известного аргентинского футболиста Хорхе Игуаина и старшим братом Гонсало Игуаина.

## Карьера игрока

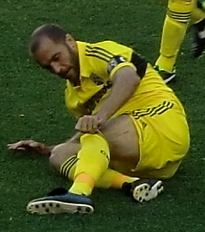
Игуаин в составе «Коламбус Крю»

Федерико воспитанник футбольной академии «Ривер Плейта». В 2003 году он дебютировал за основную команду в аргентинской Примере. Из-за высокой конкуренции он был вынужден в перейти в «Нуэва Чикаго» на правах аренды. По окончании аренды Игуаин был продан в турецкий «Бешикташ» за 1,5 млн фунтов. В Турции полузащитник провёл полгода приняв участие в 14 встречах и забив 2 гола. Зимой 2008 года он перешёл в мексиканскую «Америку» на правах аренды. 17 марта в матче против «Крус Асуль» Федерико забил свой первый и единственный мяч за клуб.
Летом 2008 года Федерико вернулся в Аргентину, заключив контракт с «Индепендьенте». 16 августа в поединке против «Сан-Мартина» он дебютировал в новом клубе. 14 декабря Игуан забил свой первый гол за клуб в матче против «Арсенала».
В июле 2009 года Игуаин перешёл в «Годой-Крус». 22 августа в матче против «Химнасия Ла-Плата» он дебютировал за новый клуб. В этом же матче Федерико забил победный гол и помог команде одержать победу. Он провёл 36 матчей и забил 11 мячей, став лучшим бомбардиром команды.
По окончании сезона Федерико покинул «Годой-Крус» и перешёл в «Колон». 14 августа 2010 года он дебютировал за команду в матче против «Банфилда». 3 октября в поединке против «Олимпио» Игуаин забил два мяча и помог своей команде вырвать победу. За два сезона в проведённых в «Колоне» Федерико несмотря на постоянное место в основе, забивал очень мало. В 62 матчах за клуб он забил всего 10 мячей.
27 июля 2012 года Игуаин перешёл в «Коламбус Крю», выступающий в MLS, став третьим назначенным игроком в истории клуба. Сумма трансфера составила $650 000. В американской лиге он дебютировал 19 августа в матче против «Хьюстон Динамо», в котором, выйдя на замену с началом второго тайма вместо Джастина Мерама, отдал голевую передачу на Эдди Гейвена. 22 августа в матче против «Торонто» Федерико забил свой первый гол в MLS. По итогам сезона 2012 года, забивший 5 голов в 13 матчах, Игуаин получил награду «Новоприбывший игрок года в MLS». В первом матче сезона 2013 года, против «Чивас США», он забил гол и помог своей команде одержать крупную победу. 25 мая 2019 года в матче против «Колорадо Рэпидз» Игуаин получил травму передней крестообразной связки колена, из-за чего был вынужден досрочно завершить сезон. По окончании сезона 2019 года контракт Игуаина с «Коламбус Крю» истёк.
2 марта 2020 года Игуаин присоединился к «Ди Си Юнайтед» в качестве игрока и тренера по развитию игроков. За «чёрно-красных» он дебютировал 13 июля в матче первого тура Турнира MLS is Back против «Торонто», в котором, заменив Улисеса Сегуру на 80-й минуте, на 84-й минуте забил гол.
10 октября 2020 года Федерико был продан за $50 тыс. в общих распределительных средствах в «Интер Майами», где воссоединился со своим братом Гонсало. За «Интер Майами» он дебютировал 14 октября в матче против «Атланты Юнайтед», выйдя на замену на 87-й минуте. По окончании сезона 2020 года контракт Федерико с «Майами» истёк, но 28 января 2021 года клуб переподписал игрока на новый сезон. 24 апреля в матче против «Филадельфии Юнион» он забил свой первый гол за «Интер Майами», а также отдал голевую передачу, за что был включён в команду недели MLS. 29 октября Федерико объявил о завершении футбольной карьеры после окончания сезона 2021. Свой прощальный матч он сыграл 30 октября против «Нью-Йорк Сити».
1 февраля 2022 года Игуаин подписал с «Коламбус Крю» символический однодневный контракт, чтобы завершить карьеру в качестве игрока «чёрно-золотых».

## Карьера тренера
4 февраля 2022 года Игуаин стал ассистентом главного тренера в фарм-клубе «Интер Майами» в MLS NEXT Pro — «Форт-Лодердейл», немногим позднее переименованном в «Интер Майами II».

## Достижения
Индивидуальные
- Новоприбывший игрок года в MLS: 2012